# Trinajstletnici (film, 2003)
Trinajstletnici (v originalu Thirteen), ameriški film, ki ga je režirala in hkrati delno napisala Catherine Hardwicke, delno pa je scenarij sestavila tudi Nikki Reed. Napisan je kot življenje Nikki Reed pri njenih dvanajstih in trinajstih letih. Scenarij je bil napisan v šestih dneh in najprej je bil film mišljen kot komedija.

## Zgodba
Trinajstletna Tracy Louise Freeland (Evan Rachel Wood) piše poezijo in je odlična učenka na šoli Portola Middle School v Los Angelesu. Njena ločena mama Melanie (Holly Hunter) je frizerka, ozdravljen alkoholik, zdaj pa s svojim poklicem preživlja sebe ter svoja dva otroka - Tracy in njenega starejšega brata Masona (Brady Corbet). Ko Tracy popularna Evie Zamora (Nikki Reed) da svojo telefonsko številko in jo povabi na nakupovanje (najprej je bilo mišljeno kot zlobna šala), Tracy naenkrat postane Eviena najboljša prijateljica. Popolnoma se prepusti njenemu vplivu ter z otroško naivnostjo nevede vstopi v svet drog, seksa in alkohola. Tracyjino uporniško vedenje pa čedalje težje razume njena mama Mel in mamin fant Brady (Jeremy Sisto). Po koncu šolskega leta Tracy ponavlja 7. razred. Na koncu se Tracy in Evie skregata, mednju pa vstopita tudi Melanie in Evieina skrbnica Brooke. Film se konča, ko se Tracy jutro po prepiru z Evie zbudi pripravljena na nov začetek.

## Igralska zasedba
- Evan Rachel Wood kot Tracy Louise Freeland
- Holly Hunter kot Melanie Freeland
- Nikki Reed kot Evie Zamora
- Jeremy Sisto kot Brady
- Brady Corbet kot Mason Freeland
- Vanessa Hudgens kot Noel
- Deborah Kara Unger kot Brooke LaLaine
- Kip Pardue kot Luke
- Ulysses Estrada kot Rafa
- Sarah Blakely-Cartwright kot Medina
- Sarah Clarke kot Birdie
- Jasmine Di Angelo kot Kayla
- Tessa Ludwick kot Yumi
- Cynthia Ettinger kot Cynthia
- Charles Duckworth kot Javi

## Nagrade in nominacije
Holly Hunter je bila za vlogo Melanie v tem filmu nominirana za nagrado Academy Award za najboljšo stransko igralko v filmu. Tako Hunterjeva, kot Evan Rachel Wood sta prejeli nominacijo za Zlati globus istega leta, Hunterjeva za najboljšo stransko igralko, Woodova pa za najboljšo glavno igralko v drami. Holly Hunter je bila nominirana za oskarja za najboljšo stransko igralko v letu 2004.
Catherine Hardwicke je bila nominirana za nagrade Grand Prix, Jury Special Prize, Grand Special Prize, Grand Prix Asturias, Independent Spirit Award (to je delila z Nikki Reed), Golden Leopard, PFCS Award, Golden Satellite Award (obe z Nikki Reed), Grand Jury Prize in WAFCA Award (z Nikki Reed), dobila pa je nagrade Dorothy Arzner Prize, Silver Leopard, Screenwriting Award (skupaj z Nikki Reed) ter Directing Award.
Evan Rachel Wood je dobila nagrade Prism Award, PFCS Award, MTV Movie Award, Sierra Award ter Critics Choice Award in bila nominirana za nagrade Actor, Golden Satellite Award (z Nikki Reed), dvakrat za nagrado PFCS Award ter Special Mention.
Holly Hunter je dobila nagrade Sierra Award ter Bronze Leopard in bila nominirana za nagrade WAFCA Award, Actor, Golden Satellite Award, Prism Award, PFCS Award, OFCS Award, ALFS Award, CFCA Award ter Critics Choice Award.
Nikki Reed je dobila nagrado Independent Spirit Award ter bila nominirana za nagrade PFCS Award ter Prism Award.
Drugače je film prejel še nominacije za nagrade Golden Satellite Award ter Prism Award, in dobil nagrado Special Recognition.

## Glasba
Glasbo je napisal in pripravil Mark Mothersbaugh. Soundtracki vključujejo pesmi pevcev, kot so Liz Phair, Folk Implosion, Katy Rose in MC 900 Ft. Jesus.